# Marouan Azarkan
Marouan Azarkan (Róterdam, Países Bajos, 8 de diciembre de 2001) es un futbolista neerlandés que juega como delantero en el F. C. Utrecht de la Eredivisie.

## Trayectoria
El 2 de mayo de 2019, firmó su primer contrato profesional con el Feyenoord. Debutó como profesional con el Feyenoord en una victoria por 3-2 en la Eredivisie contra el ADO Den Haag el 15 de septiembre de 2019. El 10 de agosto de 2020, el Feyenoord anunció que el club había llegado a un acuerdo con el para ampliar su contrato hasta el final de la temporada 2022-23.

## Selección nacional
Nacido en los Países Bajos, es de ascendencia marroquí. Es internacional juvenil por Países Bajos.

## Estadísticas

### Clubes
Actualizado al último partido disputado el 23 de febrero de 2024.
| Club                              | Div.          | Temporada     | Liga  | Liga  | Liga   | Copas nacionales | Copas nacionales | Copas nacionales | Copas internacionales | Copas internacionales | Copas internacionales | Total | Total | Total  |
| Club                              | Div.          | Temporada     | Part. | Goles | Asist. | Part.            | Goles            | Asist.           | Part.                 | Goles                 | Asist.                | Part. | Goles | Asist. |
| --------------------------------- | ------------- | ------------- | ----- | ----- | ------ | ---------------- | ---------------- | ---------------- | --------------------- | --------------------- | --------------------- | ----- | ----- | ------ |
| Feyenoord · Países Bajos          | 1.ª           | 2019-20       | 1     | 0     | 0      | 0                | 0                | 0                | 0                     | 0                     | 0                     | 1     | 0     | 0      |
| Feyenoord · Países Bajos          | 1.ª           | 2020-21       | 1     | 0     | 0      | 0                | 0                | 0                | 0                     | 0                     | 0                     | 1     | 0     | 0      |
| Feyenoord · Países Bajos          | Total club    | Total club    | 2     | 0     | 0      | 0                | 0                | 0                | 0                     | 0                     | 0                     | 2     | 0     | 0      |
| NAC Breda · Países Bajos          | 2.ª           | 2020-21       | 11    | 0     | 0      | 0                | 0                | 0                | —                     | —                     | —                     | 11    | 0     | 0      |
| NAC Breda · Países Bajos          | Total club    | Total club    | 11    | 0     | 0      | 0                | 0                | 0                | 0                     | 0                     | 0                     | 11    | 0     | 0      |
| Excelsior Róterdam · Países Bajos | 2.ª           | 2021-22       | 36    | 13    | 9      | 1                | 0                | 2                | —                     | —                     | —                     | 37    | 13    | 11     |
| Excelsior Róterdam · Países Bajos | 1.ª           | 2022-23       | 28    | 3     | 7      | 2                | 1                | 1                | —                     | —                     | —                     | 30    | 4     | 8      |
| Excelsior Róterdam · Países Bajos | Total club    | Total club    | 64    | 16    | 16     | 3                | 1                | 3                | 0                     | 0                     | 0                     | 67    | 17    | 19     |
| F. C. Utrecht · Países Bajos      | 1.ª           | 2023-24       | 14    | 0     | 1      | 1                | 0                | 0                | —                     | —                     | —                     | 15    | 0     | 1      |
| F. C. Utrecht · Países Bajos      | Total club    | Total club    | 14    | 0     | 1      | 1                | 0                | 0                | 0                     | 0                     | 0                     | 15    | 0     | 1      |
| Total carrera                     | Total carrera | Total carrera | 91    | 16    | 17     | 4                | 1                | 3                | 0                     | 0                     | 0                     | 95    | 17    | 20     |